# Kong: La Isla Calavera
Kong: La Isla Calavera (originalmente en inglés, Kong: Skull Island) es una película estadounidense de acción, fantasía, monstruos y aventuras dirigida por Jordan Vogt-Roberts. Es parte del reinicio de las franquicias de King Kong y Godzilla; esta precuela será la segunda entrega del MonsterVerse. El elenco principal incluye a Tom Hiddleston, Brie Larson, Toby Kebbell, Jason Mitchell, Corey Hawkins, John C. Reilly, Tom Wilkinson, Thomas Mann, John Goodman y Samuel L. Jackson. La trama sigue a un equipo de científicos que junto con unos soldados de la Guerra de Vietnam, viajan a una isla inexplorada del Pacífico, donde encuentran criaturas aterradoras y al poderoso Kong.
La fotografía principal comenzó el 19 de octubre de 2015 en Hawái y varias localizaciones en Vietnam. Kong: La Isla Calavera se estrenó el 28 de febrero de 2017 en Londres y en Estados Unidos el 10 de marzo, en formatos 2D, 3D, IMAX 3D y en Dolby Cinema. La película fue un éxito tanto crítico como comercial, recaudando $534 millones de dólares mundialmente, frente a un coste de $185 millones de dólares. Esta es la segunda colaboración entre Jason Mitchell y Corey Hawkins después de Straight Outta Compton.

## Argumento
En 1944, durante la Segunda Guerra Mundial, dos pilotos de caza -un estadounidense y otro japonés- se estrellan en una isla en el Pacífico Sur después de un combate aéreo cercano. Ambos se involucran en un reñido combate cuerpo a cuerpo, hasta que un gorila gigante interrumpe la pelea.
En 1973, durante el retiro de las tropas estadounidenses de Vietnam, Bill Randa (John Goodman), jefe de la organización Monarch, y su asistente Houston Brooks (Corey Hawkins) obtienen permiso gubernamental para investigar la recientemente descubierta Isla Calavera; para ello, contratan al excapitán del Servicio Aéreo Especial Británico (SAS) James Conrad (Tom Hiddleston) como guía de una expedición para cartografiar la isla. Randa también recluta a los Sky Devils, un escuadrón de veteranos de Vietnam dirigido por el Teniente Coronel Preston Packard (Samuel L. Jackson), su mano derecha, el Mayor Jack Chapman (Toby Kebbell) y el Capitán Earl Cole (Shea Whigham) para escoltarlos a la isla. Packard ve en esta misión un desahogo a la frustración que le produce la derrota sufrida en Vietnam, decidido a superar cualquier peligro con tal de obtener una victoria antes de regresar a Norteamérica. Al grupo se une la corresponsal pacifista Mason Weaver (Brie Larson), quien planea exponerlos creyendo que es una operación militar secreta.
Al llegar a la Isla Calavera, los hombres de Packard bombardean la isla con cargas sísmicas en un intento por probar que la teoría de la Tierra hueca es verdad, a pesar de las objeciones de Conrad. Los helicópteros son atacados repentinamente por el gorilla gigante, muchos son destruidos y los supervivientes quedan divididos en dos grupos. La única esperanza de rescate es un equipo de re-abastecimiento que irá a su encuentro en el extremo norte de la isla dentro de tres días. Randa revela a Packard que en su juventud perteneció a la marina y es el único sobreviviente del encuentro de su barco con una criatura marina desconocida y el verdadero propósito de la expedición es adquirir pruebas de la existencia de los monstruos, pues está convencido de que regresarán para arrebatarles el planeta a la humanidad y hay que prepararse para exterminarlos.
Packard y sus hombres empiezan a buscar a Chapman, quien cayó en otro extremo de la isla, enfrentando diversos peligros en el camino. Mientras tanto, Conrad, Weaver, Brooks, la bióloga San Lin (Jing Tian), el soldado Reg Slivko (Thomas Mann) y el empleado de Landsat Victor Nieves (John Ortiz), entre otros, encuentran a los nativos de la isla, los Iwi y a Hank Marlow (John C. Reilly), el piloto estadounidense que se estrelló en 1944. 
Marlow les explica que tras caer él y Gunpei Ikari, el piloto japonés, dejaron de lado sus diferencias para intentar salir y se volvieron mejores amigos hasta la muerte de este, también les habla de como formó una amistad con los Iwis y la verdad respecto al primate gigante: a pesar de su tamaño el gorila es un joven aún en desarrollo llamado Kong y es el último de su especie, siendo visto como el guardián de la isla y adorado como un Dios por los nativos ya que los protege de unas criaturas gigantescas a quien Marlow llama "Trepacráneos" (Skullcrawlers en inglés), que habitan en el subsuelo. Marlow revela que Kong atacó a los helicópteros para evitar que las bombas despertaran al más descomunal de los Skullcrawlers, llamado "El Grande", quien tiempo atrás mató a los padres de Kong y según los nativos creen que, cuando Kong muera, despertará y diezmará la superficie. 
Chapman es testigo de cómo Kong vence a un pulpo gigante, lo que le hace huir al bosque, donde es devorado por un Skullcrawler. Mientras, Weaver se encuentra con un búfalo gigante, atrapado bajo un helicóptero caído e intenta rescatarlo sin éxito hasta que Kong viene y salva a la criatura sin hacerle nada a Weaver, quien queda muy impresionada por la compasión que ha mostrado.
El grupo de Conrad se desplaza por el río tras reparar un barco que Marlow y Gunpei construyeron años atrás con partes sacadas de sus aviones, cuando de pronto son atacados por criaturas aladas que matan a Nieves. Los sobrevivientes logran encontrarse con Packard, quien insiste en buscar a Chapman. Marlow conduce a regañadientes al grupo a la Zona Prohibida, un cementerio de los antepasados de Kong donde el aire es inflamable debido a los vapores que libera el suelo. El Skullcrawler que mató a Chapman ataca al grupo, devorando a Randa y matando a varios soldados antes de que Weaver lo mate al desatar una explosión. Packard culpa a Kong de las muertes de sus hombres y recupera explosivos sísmicos para atraer a Kong a una trampa y matarlo, sin embargo se hace evidente que Packard nunca tuvo como prioridad rescatar a Chapman sino recuperar las armas del helicóptero que lo transportaba para pelear contra Kong; mientras, Conrad decide llevar al personal no militar al barco para que esperen al equipo de re-abastecimiento, mientras exploran el camino, Conrad y Weaver divisan a Kong de cerca y deciden salvarlo, un sentimiento que Marlow comparte.
La trampa de Packard incapacita a Kong, y ordena a sus hombres que pongan explosivos alrededor de la criatura caída. Antes de que pueda matar al gorila, el grupo de Conrad llega y convencen a los otros soldados para que perdonen a Kong, pero Packard se niega arrogantemente, dejando entrever que sus esfuerzos para asesinar a Kong son en realidad un intento de mitigar la frustración que le produjo el fracaso en Vietnam. El grupo es repentinamente atacado por "El Grande", conocido entre los nativos como Ramarak, y escapan mientras Packard intenta detonar los explosivos pero Kong, lesionado, lo aplasta antes de ser dominado por Ramarak, que luego persigue a los supervivientes mientras corren hacia el bote. Cole es asesinado cuando su intento de suicidio contra el Skullcrawler falla, acorralando a los humanos en el proceso. 
Kong embosca a Ramarak junto a un buque que había naufragado en la isla décadas atrás, dejando al gorila encadenado por el ancla del barco. Ramarak intenta atacar a los humanos, pero lo distraen tiempo suficiente mientras Kong se libera y utiliza la hélice del barco para derribarlo. Durante la lucha, Weaver cae al agua inconsciente y es rescatada por Kong, a quien el reptil ataca por sorpresa tragándose su mano derecha junto a Weaver, pero Kong le arranca las entrañas, matándolo y rescatando a Weaver. Con el Skullcrawler derrotado, Kong permite que los sobrevivientes se vayan. Algún tiempo después, Marlow vuelve a casa, se reúne con su esposa y se encuentra con su hijo por primera vez.
En una escena poscréditos, Conrad y Weaver son detenidos e interrogados en una sala por los miembros de la expedición Monarch, Brooks y Lin, siendo informados de que Kong no es el único monstruo en el mundo y que eventualmente despertarán más. Conrad y Weaver miran una proyección junto a Brooks y Lin donde les muestran unas fotografías de pinturas rupestres que representan a Godzilla, Rodan, Mothra y King Ghidorah. Pero también les muestran una quinta fotografía en la que se ve una batalla entre Godzilla y King Ghidorah. Cuando la pantalla se oscurece, se escucha el rugido de Godzilla.

## Reparto
- Tom Hiddleston como James Conrad.[4]

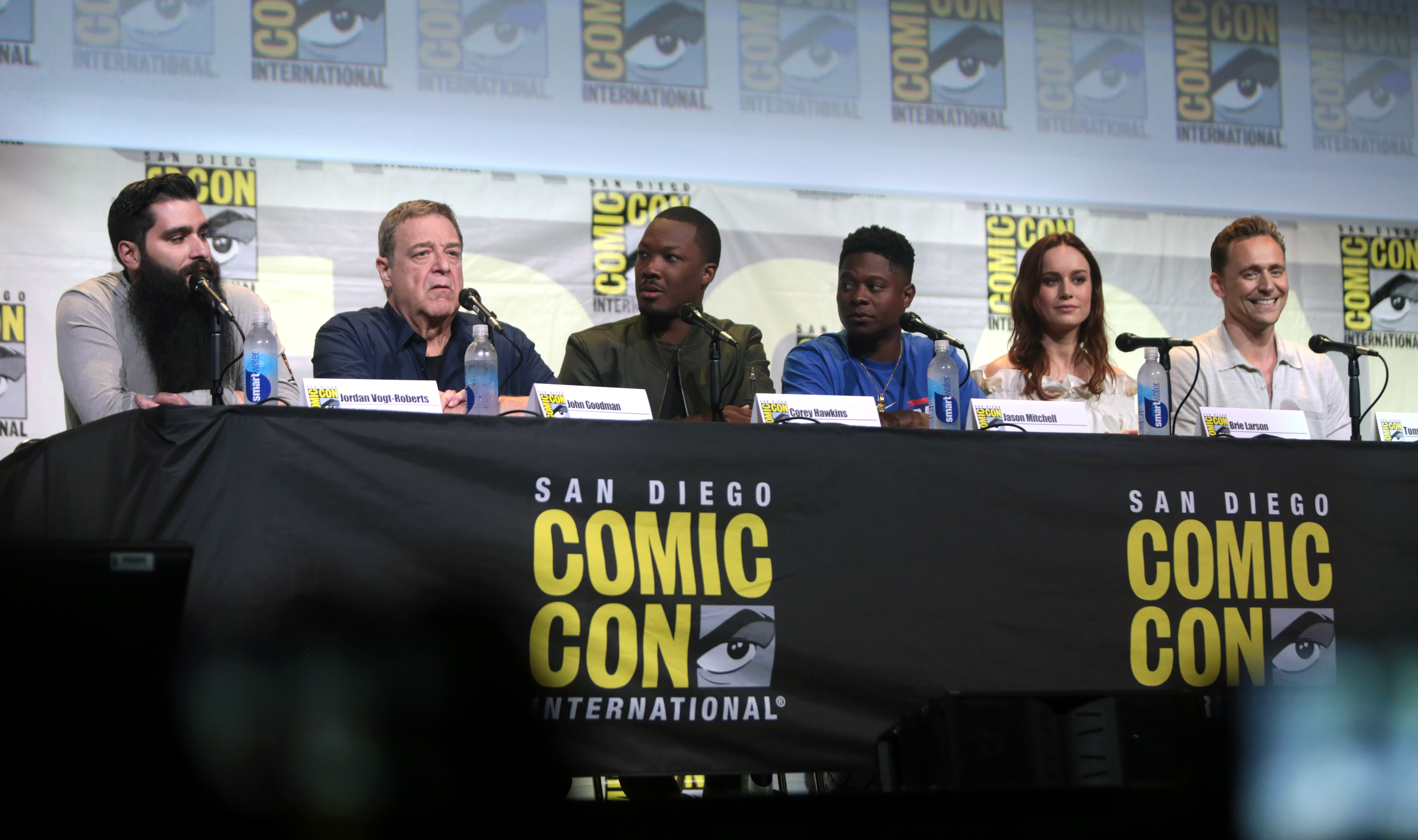
El elenco y director de Kong: Skull Island en el San Diego Comic-Con 2016, promoviendo la película

- Samuel L. Jackson como Preston Packard.[5]
- Brie Larson como Mason Weaver.[6][7]
- John Goodman como William "Bill" Randa.[8]
- John C. Reilly como Hank Marlow.[9]
- Jing Tian como San Lin.[10]
- Corey Hawkins como Houston Brooks.[11]
- Toby Kebbell como Jack Chapman.[12]
- John Ortiz como Victor Nieves.
- Jason Mitchell como Glenn Mills.[13]
- Thomas Mann como Reg Slivko.[14]
- Shea Whigham como Earl Cole.[15]
- Will Brittain como el hijo de Marlow.[10]
- Marc Evan Jackson como Steve Woodward.[10]

## Producción

### Desarrollo
Universal Pictures y Legendary Pictures estaban coproduciendo una precuela de King Kong con un estreno previsto para el 4 de noviembre de 2016. En ese momento no se sabía si sería una precuela de la película de 1933, la película de 1976, o la película de 2005. Legendary había ofrecido a Joe Cornish como director de la película. Luego el estudio anunció que Tom Hiddleston sería el protagonista principal y que sería dirigida por Jordan Vogt-Roberts. El 30 de octubre, Legendary contrató a John Gatins para escribir el segundo borrador de la película; Max Borenstein había escrito el primer borrador antes de pasar a escribir el guion de Godzilla 2. El 12 de diciembre, el estudio re-tituló la película de Skull Island a Kong: Skull Island. El 15 de diciembre de 2014 se anunció que J. K. Simmons había sido incluido en la película. A mediados de enero de 2015, durante una entrevista con MTV, Simmons reveló que la película se encuentra ambientada en Detroit, en el año 1971, y que iban a grabar escenas en Detroit durante la temporada de béisbol. El 1 de julio de 2015, Michael Keaton y Simmons se vieron obligados a abandonar la película debido a problemas de agenda. Legendary no quería demorar más el inicio de la producción por lo que comenzó la búsqueda de dos actores para reemplazarlos. El 23 de julio de 2015, Brie Larson fue incluida en la película para interpretar a la protagonista femenina, mientras circulaba la información de que el estudio estaba interesado en hacer firmar a Russell Crowe para interpretar uno de los papeles de los actores que recientemente habían abandonado el proyecto. El 5 de agosto de 2015 se anunció que Corey Hawkins fue agregado al reparto de la película para interpretar un papel no especificado. Max Borenstein y Dan Gilroy habían escrito el guion junto con Gatins. El 6 de agosto de 2015, Deadline.com informó que el estudio se encontraba en las primeras conversaciones con Samuel L. Jackson para ser el reemplazo del papel que Simmons dejó vacante, mientras que John C. Reilly todavía estaba en la mira y Tom Wilkinson se ofrecía a interpretar un papel principal en la película. El 18 de agosto de 2015 se confirmó que Derek Connolly estaba realizando los últimos retoques al guion de la película y que Mary Parent también formara parte de la película como productora. El 20 de agosto de 2015, Toby Kebbell se unió al elenco de la película, mientras que Jackson y Reilly aún estaban en conversaciones con el estudio. El 25 de agosto de 2015, Jason Mitchell fue incluido al reparto para interpretar a un piloto. El 2 de noviembre de 2015 se anunció que Will Brittain se había unido al elenco de la película, interpretando el papel de un piloto.
El 10 de septiembre de 2015 se anunció que Legendary traslado a Kong: Skull Island de Universal a Warner Bros. y estaba planeando un mashup entre King Kong y Godzilla. Más tarde, se anunció que el guion de la película tenía referencias a la entidad gubernamental secreta de la película Godzilla, llamado Monarch. El 25 de septiembre de 2015, John Goodman fue agregado en la película para interpretar a Randa, un funcionario del Gobierno y líder de la expedición; Thomas Mann también fue incluido en ese mismo día. El 1 de octubre de 2015, John Ortiz y Shea Whigham fueron agregados al elenco principal para interpretar papeles no especificados. El 13 de octubre de 2015, Eugene Cordero se unió a la película para interpretar un papel no especificado. Hiddleston reveló que la película no se encontrará ambientada en los años 1930 y que sería un fresco giro al mito de King Kong.

### Rodaje
La fotografía principal de la película comenzó el 19 de octubre de 2015 en Hawái y continuó en Australia. El rodaje se llevó a cabo en el barrio chino de Honolulú, y en el Rancho Kualoa y el Valle Waikane (Ohulehule Forest Conservancy) en Oahu.

### Criaturas
Aunque el director de Kong: Skull Island, Jordan Vogt-Roberts, declaró que su equipo trató de diseñar criaturas que realmente pudieran existir en el ecosistema de la isla, el análisis biofísico de Kong y las otras criaturas concluyó que aunque biofísicamente son posibles, el ecosistema de la isla no podría sostener poblaciones de animales de ese tamaño.

## Música
La partitura fue compuesta por Henry Jackman. Dado que la película tiene lugar en la década de 1970, Jackman mezcló guitarras psicodélicas de los setenta en la partitura. "Lo mejor de una película de monstruos es que abre la puerta para usar la orquesta sinfónica de la manera más suntuosa", dice Jackman. "[El director] Jordan [Vogt-Roberts] estaba feliz de celebrar la gravedad y la historia que viene con una orquesta completa, pero también exploramos elementos menos tradicionales. Ese es un día de campo para un compositor". La partitura se registró en  AIR Lyndhurst Studios junto con London Voices y dirigido por Gavin Greenaway, con música adicional de Alex Belcher, Halli Cauthery y Stephen Hilton. La banda sonora se lanzó digitalmente el 3 de marzo de 2017 a través de WaterTower Music y luego fue lanzada en 2018 por Waxwork Records en un LP doble.
Con respecto a la música utilizada en la película, Vogt-Roberts declaró: "Quería usar canciones de la era de Vietnam y una miríada de éxitos de los años 70 ... [Esto] proporciona una dicotomía sorprendente, establece el tono y nos da grandes momentos de diversión. La música, que sirve tanto para realzar la emoción de la película como para subrayar la acción, fue uno de los elementos creativos finales que encajaron durante la posproducción. Fue la culminación de una empresa masiva que había llevado a la producción a tres continentes. "
La banda sonora incluye: 

#### Tracklist
| N.º | Título                             | Artista                      | Duración |  |
| 1.  | «Time Has Come Today»              | The Chambers Brothers        | 2:37     |  |
| 2.  | «Mat Troi Den»                     | Minh Xuân                    | 2:58     |  |
| 3.  | «"White Rabbit"»                   | Jefferson Airplane           | 2:31     |  |
| 4.  | «Long Cool Woman in a Black Dress» | The Hollies                  | 3:15     |  |
| 5.  | «Down on the Street»               | The Stooges                  | 3:44     |  |
| 6.  | «Paranoid»                         | Black Sabbath                | 2:48     |  |
| 7.  | «Brother»                          | Jorge Ben                    | 2:55     |  |
| 8.  | «Bad Moon Rising»»                 | Creedence Clearwater Revival | 2:21     |  |
| 9.  | «Ziggy Stardust»                   | David Bowie                  | 3:13     |  |
| 10. | «Run Through the Jungle»           | Creedence Clearwater Revival | 3:05     |  |
| 11. | «We'll Meet Again»                 | Vera Lynn                    | 3:05     |  |

## Estreno
El 12 de diciembre de 2014, Universal trasladó su fecha de estreno prevista para el 4 de noviembre de 2016 al 10 de marzo de 2017. Fue estrenada en 3D e IMAX 3D.

## Recepción
Kong: Skull Island ha recibido reseñas positivas por parte de la crítica y de la audiencia general. En el portal de internet Rotten Tomatoes, la película posee una aprobación de 76%, basada en 287 reseñas, con una calificación de 6.5/10 por parte de la crítica y un consenso que dice: «Ofreciendo elementos emocionantes, sólidas actuaciones, y un ritmo rápido, Kong: Skull Island se gana su lugar entre las películas de monstruos sin siquiera compararse al clásico original». Por parte de la audiencia tiene una aprobación del 76%, basada en 31 947 votos, con una calificación de 3.8/5.
La página web Metacritic le ha dado a la película una puntuación de 62 de 100, basada en 49 reseñas, indicando «reseñas generalmente favorables». Las audiencias de CinemaScore le han dado una calificación de "B+" en una escala de A+ a F, mientras que en el sitio web IMDb los usuarios le han dado una puntuación de 6.7/10, sobre la base de más de 150 000 votos.

## Secuelas
En septiembre de 2015, Legendary Pictures había trasladado el desarrollo de la película Kong: Skull Island de Universal a Warner Bros. desatando especulaciones en los medios sobre una posible película en donde Godzilla y King Kong podrían aparecer juntos. En octubre de 2015, Legendary tenía planes de unir a Godzilla y King Kong en una película titulada Godzilla vs. Kong, fijando una fecha de estreno para 2020. Legendary planea crear una franquicia cinematográfica compartida «en torno a Monarch» y que «reúne a Godzilla y King Kong en un ecosistema con otras especies súper gigantes, tanto clásicos como nuevos». Legendary seguirá trabajando junto a Universal Pictures, pero también seguirá colaborando con Warner Bros. para la franquicia.
El director Jordan Vogt-Roberts había expresado interés en hacer una película sobre el tiempo que pasaron Marlow y Gunpei en la isla, diciendo: "Sigo bromeando sobre que personalmente estoy más interesado en hacer una versión de $30 millones de dólares sobre el joven John C. Reilly en la isla. Sólo un poco extraño, sería una comedia con monstruos y Gunpei".
En mayo de 2016, Warner Bros. anunció que Godzilla vs. Kong sería lanzada el 29 de mayo de 2020. En marzo de 2017, Legendary reunió su "sala de escritores" para desarrollar el MonsterVerse y la historia de Godzilla vs. Kong.

## Premios y nominaciones
| Premio        | Categoría                | Receptores                                                    | Resultado |
| ------------- | ------------------------ | ------------------------------------------------------------- | --------- |
| Premios Óscar | Mejores efectos visuales | Stephen Rosenbaum, Jeff White, Scott Benza, Michael Meinardus | Nominada  |